# Donald J. Cram
Donald James Cram (22. dubna 1919 Chester, Windsor County, Vermont – 17. června 2001 Palm Desert, Kalifornie) byl americký chemik, nositel Nobelovy ceny za chemii za rok 1987. Obdržel ji společně s J. Lehnem a Ch. J. Pedersenem za objev syntetických makrocyklických látek se selektivními vlastnostmi pro vazbu iontů a molekul. Vyrůstal jako poloviční sirotek a musel se již v mládí živit prací. Díky stipendiu mohl vystudovat bakalářské studium na vysoké škole Rollins College (1938 až 1941). Pokračoval na Univerzitě Nebraska–Lincoln (magistr r. 1942) a na Harvardu (doktorát r. 1947). Jeho vědecká kariéra je spojena především s Kalifornskou univerzitou v Los Angeles, kde začal učit roku 1947, profesorem se stal roku 1955 a zůstal až do roku 1987, kdy odešel na odpočinek.